# Saison 2025 du Fighting Irish de Notre Dame
Chronologie
Précédent Suivant
La saison 2025 des Fighting Irish de Notre Dame est le bilan de l'équipe de football américain des Fighting Irish de Notre Dame qui représente l'Université Notre-Dame-du-Lac dans le championnat 2025 de Division 1 (anciennement I-A) du Football Bowl Subdivision (FBS) organisé par la NCAA.
Elle joue ses matchs à domicile au Notre Dame Stadium et est dirigée pour la 4e saison consécutive par l'entraîneur principal Marcus Freeman (en).

## Avant-saison

### Saison 2024
L'équipe de 2024 termine la saison régulière avec un bilan de 14 victoires pour 2 défaites dont :
- la victoire 27 à 17 contre Indiana au premier tour du tournoi du CFP ;
- la victoire 23 à 10 contre Georgia à l'occasion du Sugar Bowl (quart de finale du CFP) ;
- la victoire 27 à 24 contre Penn State à l'occasion de l'Orange Bowl (demi-finale du CFP) ;
- la défaite 23 à 34 contre Ohio State lors du College Football Championship Game 2025.

Il terminent ainsi la saison classés n°2 par l'Associated Press.

### Draft NFL 2025
Les joueurs suivants de Notre Dame se sont présentés à la draft 2025 de la NFL :
| Tours      | Choix numéro | Joueurs           | Postes | Équipes                 |
| ---------- | ------------ | ----------------- | ------ | ----------------------- |
| 2          | 53           | Benjamin Morrison | CB     | Buccaneers de Tampa Bay |
| 3          | 96           | Xavier Watts      | S      | Falcons d'Atlanta       |
| 4          | 107          | Jack Kiser        | LB     | Jaguars de Jacksonville |
| 5          | 142          | Rylie Mills       | DL     | Seahawks de Seattle     |
| 5          | 163          | Mitchell Evans    | TE     | Panthers de la Caroline |
| 6          | 189          | Riley Leonard     | QB     | Colts d'Indianapolis    |
| Non drafté | Non drafté   | Jordan Clark      | S      | Jets de New York        |
| Non drafté | Non drafté   | Beaux Collins     | WR     | Giants de New York      |
| Non drafté | Non drafté   | Howard Cross III  | DL     | Bengals de Cincinnati   |
| Non drafté | Non drafté   | Devyn Ford        | RB     | Raiders de Las Vegas    |
| Non drafté | Non drafté   | Max Hurleman      | CB     | Steelers de Pittsburgh  |
| Non drafté | Non drafté   | Mitch Jeter       | K      | Vikings du Minnesota    |
| Non drafté | Non drafté   | RJ Oben           | DL     | Chiefs de Kansas City   |
| Non drafté | Non drafté   | Jayden Harrison   | WR     | -                       |
| Non drafté | Non drafté   | Rod Heard II      | S      | -                       |
| Non drafté | Non drafté   | Kris Mitchell     | WR     | -                       |
| Non drafté | Non drafté   | Davis Sherwood    | TE     | -                       |

### Joueurs sortants
- QB Steve Angeli - transféré à Syracuse ;
- OL Ty Chan - transféré à UConn ;
- WR Deion Colzie - transféré à Miami (OH) ;
- OL Pat Coogan - transféré à Indiana ;
- DL Tyson Ford - transféré à California ;
- DL Aiden Gobaira - transféré à James Madison ;
- CB Jaden Mickey - transféré à Boise State ;
- LS Rino Monteforte - transféré à California (précédemment walk-on) ;
- OL Sam Pendleton - transféré à Tennessee.
- TE Charlie Selna est dans la portail des transferts (précédemment walk-on) ;
- OL Rocco Spindler - transféré à Nebraska.
- WR Jayden Thomas - transféré à Virginia.
- S Kennedy Urlacher - transféré à USC.
- TE Andrew Yanoshak est dans la portail des transferts (précédemment walk-on) ;
- K Zac Yoakam est dans la portail des transferts (précédemment walk-on).

### Arrêts
- CB Marty Auer
- DL Quentin Autry
- OL Tosh Baker
- P William Bartel
- P/K Eric Goins
- DL Kobi Onyiuke
- WR Jack Polian
- DL Grant Ristoff
- K Chris Salerno

### Arrivées
- K Noah Burnette - transféré de North Carolina.
- DL Jared Dawson - transféré de Louisville.
- WR Malachi Fields - transféré de Virginia.
- DL Elijah Hughes - transféré de USC.
- WR Will Pauling - transféré de Wisconsin.
- CB Devonta Smith - transféré de Alabama.
- S Jalen Stroman - transféré de Virginia Tech.
- TE Ty Washington - transféré d'Arkansas.

### Changements d'entraîneurs
- Chris Ash arrive des Jaguars de Jacksonville pour occuper le poste de coordinateur défensif, en remplacement de Al Golden ayant rejoint les Bengals de Cincinnati de la NFL ;
- Ja'Juan Seider arrive des Nittany Lions de Penn State pour occuper le poste d'assistant de l'entraîneur principal et entraîneur des running backs, en remplacement de Delan McCullough ayant rejoint les Raiders de Las Vegas.

## Équipe

### Encadrement
| Noms                | Postes                                                                   | Saisons à Notre Dame | Alma Mater         |
| ------------------- | ------------------------------------------------------------------------ | -------------------- | ------------------ |
| Marcus Freeman (en) | Entraîneur principal                                                     | 4e                   | Ohio State         |
| Mike Denbrock (en)  | Coordinateur offensif, entraîneur des tight ends                         | 2e                   | Grand Valley State |
| Chris Ash (en)      | Coordinateur défensif                                                    | 1re                  | Drake              |
| Marty Biagi         | Coordinateur des équipes spéciales, assistant des defensive backs        | 2e                   | Marshall           |
| Gino Guidugli (en)  | Entraîneur des quarterbacks, coordinateur du jeu de passe                | 3e                   | Cincinnati         |
| Ja'Juan Seider (en) | Assistant entraîneur principal et entraîneur des running backs           | 1re                  | West Viriginia     |
| Mike Brown (en)     | Entraîneur des wide receivers                                            | 2e                   | Liberty            |
| Joe Rudolph (en)    | Entraîneur de la ligne offensive                                         | 3e                   | Wisconsin          |
| Al Washington (en)  | Entraîneur de la ligne défensive, coordinateur des jeux contre la course | 5e                   | Boston College     |
| Max Bullough (en)   | Entraîneur des linebackers                                               | 2e                   | Michigan State     |
| Mike Mickens (en)   | Entraîneur des defensive backs, coordinateur des jeux contre la passe    | 6e                   | Cincinnati         |
| Loren Landow        | Directeur de la performance                                              | 3e                   | Northern Illinois  |

## Résultats
| Semaines | Dates        | Stades                                                    | Adversaires      | Résultats        | Statistiques     | RankingAP/Coaches/CFP | Assistances      |
| -------- | ------------ | --------------------------------------------------------- | ---------------- | ---------------- | ---------------- | --------------------- | ---------------- |
| 1        | 31 août      | Hard Rock Stadium • Miami Gardens, FL (Rivalité)          | Miami            |                  |                  |                       |                  |
| 2        | 13 septembre | Notre Dame Stadium • South Bend, IN                       | Texas A&M        |                  |                  |                       |                  |
| 3        | 20 septembre | Notre Dame Stadium • South Bend, IN (Shillelagh Trophy)   | Purdue           |                  |                  |                       |                  |
| 4        | 27 septembre | Donald W. Reynolds Razorback Stadium • Fayetteville, AR   | @ Arkansas       |                  |                  |                       |                  |
| 5        | 4 octobre    | Notre Dame Stadium • South Bend, IN                       | Boise State      |                  |                  |                       |                  |
| 6        | 11 octobre   | Notre Dame Stadium • South Bend, IN                       | NC State         |                  |                  |                       |                  |
| 7        | 18 octobre   | Notre Dame Stadium • South Bend, IN (Jewelled Shillelagh) | USC              |                  |                  |                       |                  |
| 8        | 25 octobre   | Semaine de repos                                          | Semaine de repos | Semaine de repos | Semaine de repos | Semaine de repos      | Semaine de repos |
| 9        | 1er novembre | Alumni Stadium • Chestnut Hill, MA (Holy War)             | @ Boston College |                  |                  |                       |                  |
| 10       | 8 novembre   | Notre Dame Stadium • South Bend, IN (Rivalité)            | Navy             |                  |                  |                       |                  |
| 11       | 15 novembre  | Acrisure Stadium • Pittsburgh, PA (Rivalité)              | @ Pittsburgh     |                  |                  |                       |                  |
| 12       | 22 novembre  | Notre Dame Stadium • South Bend, IN                       | Syracuse         |                  |                  |                       |                  |
| 13       | 29 novembre  | Stanford Stadium • Stanford, CA (Legends Trophy)          | @ Stanford       |                  |                  |                       |                  |

## Classement des équipes indépendantes
| Classement 2025 des équipes indépendantes |                              |   |   |   |       |               |
| Places                                    | Équipes                      | G | P | N | Bowls | Stat. Finales |
| 1                                         | Fighting Irish de Notre Dame |   |   |   |       |               |
| 2                                         | Huskies du Connecticut       |   |   |   |       |               |

## Rankings 2025
| 2025 | Semaines | Semaines | Semaines | Semaines | Semaines | Semaines | Semaines | Semaines | Semaines | Semaines | Semaines | Semaines | Semaines | Semaines | Semaines | Semaines | Semaines | Semaines |
| --- | -------- | -------- | -------- | -------- | -------- | -------- | -------- | -------- | -------- | -------- | -------- | -------- | -------- | -------- | -------- | -------- | -------- | -------- |
| Polls | Pré.     | 1        | 2        | 3        | 4        | 5        | 6        | 7        | 8        | 9        | 10       | 11       | 12       | 13       | 14       | 15       | 16       | Final*   |
| AP |          |          |          |          |          |          |          |          |          |          |          |          |          |          |          |          |          |          |
| Coaches |          |          |          |          |          |          |          |          |          |          |          |          |          |          |          |          |          |          |
| C.F.P | NE       | NE       | NE       | NE       | NE       | NE       | NE       | NE       | NE       | NE       | NE       | NE       |          |          |          |          |          | NE       |
| Légende : NE signifie que le classement n'est PAS PUBLIÉ - - NC signifie que l'équipe est NON CLASSÉE dans le top 25 des divers classements # indique le ranking de l'équipe AVANT le match de la semaine - - * classement final APRES l'éventuel Bowl ou les matchs du CFP |          |          |          |          |          |          |          |          |          |          |          |          |          |          |          |          |          |          |